# Açougueiro
Um açougueiro (português brasileiro) ou talhante (português europeu) é uma pessoa que abate animais, corta e vende as carnes ou pratica uma combinação destas atividades. Eles podem preparar cortes padrão de carne e aves para venda em estabelecimentos de varejo ou atacado de alimentos. Pode ser empregado por açougues, abatedouros, supermercados ou pode ser autônomo.

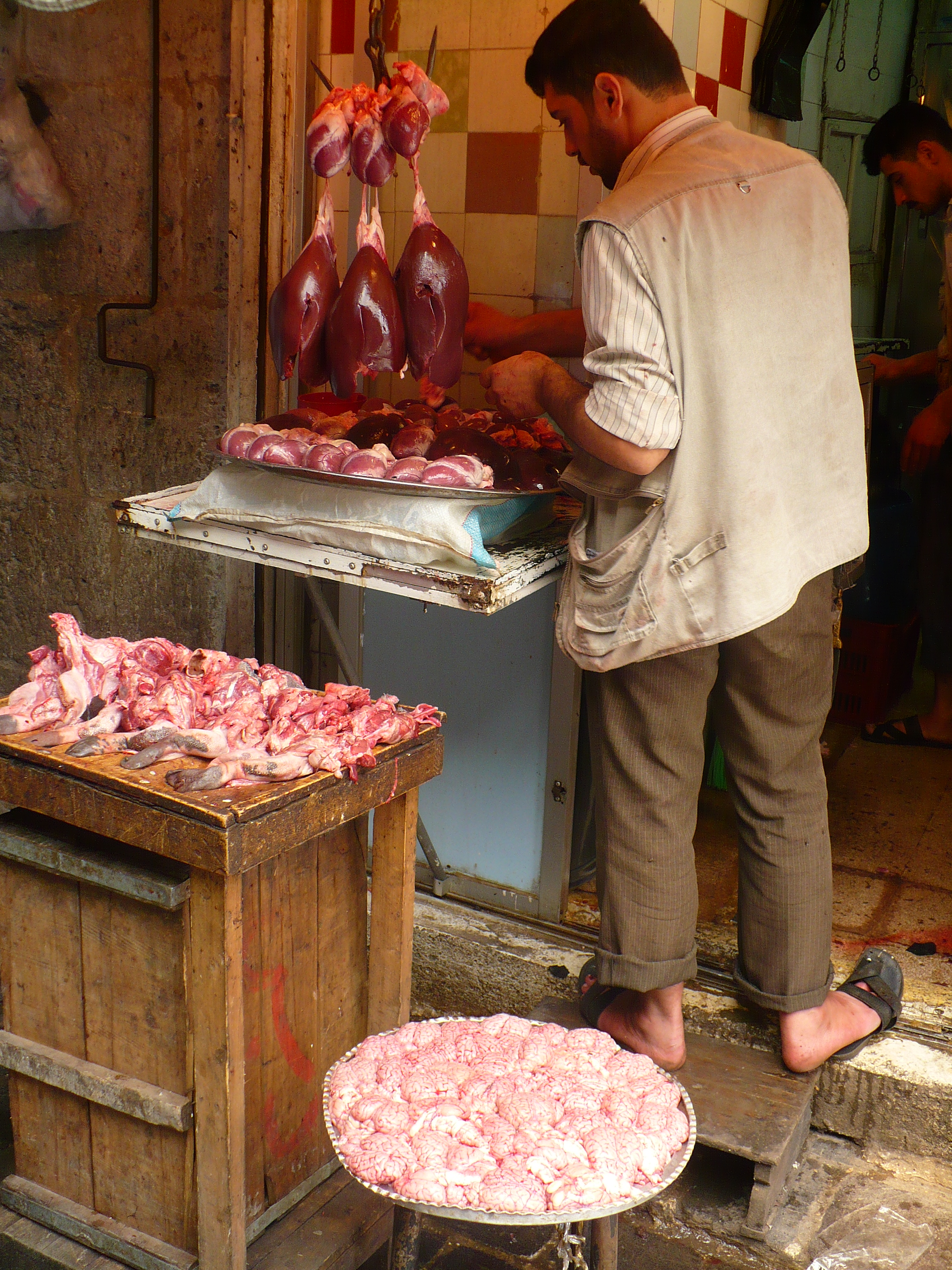
Um açougueiro na Síria.